# ダガーラ
ダガーラは、東宝の特撮映画『モスラ2 海底の大決戦』に登場する架空の怪獣。

## 概要
ニライカナイの古代文明の科学者により、高度な遺伝子操作技術を用いて汚染された海の汚染物質を食べさせるために古代の海洋生物のDNAと毒を食べるバクテリアの遺伝子を合成して作り出された遺伝子怪獣。当時、発生していた海洋汚染を改善するための生体海洋浄化システムとして誕生したが、体内で取り込んだ海洋汚染物質を濃縮してベーレムと呼ばれる生物を大量に変換・排出する欠陥の性質を持った結果、それによる汚染を拡散させてニライカナイ文明を滅ぼした。その後は海底にて長い眠りについていたが、現代において化学物質の影響で再び海洋汚染が進んだことをきっかけに復活すると、原子力潜水艦を破壊して石垣島に上陸し、本能でニライカナイの遺跡（ピラミッド）に自身への脅威になる存在があると察し、それを破壊しようとする。
極めて凶暴な性格で、水棲に適した形態の前足に水かきを持ち、後脚は鰭となっているほか、上空から攻撃するモスラに対抗するため、背面の翼を巨大化させて大幅に機動力を向上させた飛行形態に自己進化して空を飛び、口からは猛毒を視覚化した光線を吐く。水中戦を得意としており、モスラを海へ引きずり込んで崖に激突させるなど知能や戦闘力も高く、絶体絶命の窮地に追い込む。また、両肩の口状の器官からベーレムを吐き出す。
ニライカナイ遺跡の2度目の襲撃直前には、ベーレムによる毒攻撃が効果的と判断して閃光とともに両肩の排出口が肥大化し、翼が大きくなった最終形態（完全体）に進化する。一度に撃ち出せるベーレムの数が増え、格段に攻撃力が上がり、射撃精度や射程距離も上がっている。水中モードに変身したモスラとの水中戦の末、ミクロ化したモスラに体内のベーレム発生器官を破壊されて力尽きると、最後はモスラに引き上げられてピラミッドの上に激突し、ともに爆発して消滅した。

## 武器
- 輝雷襲撃波（）[15] - 頭部の角を放電させ、口から吐き出す破壊光線。
- 轟渦赤猛毒弾（）[3][10] - 回転することでベーレムを含んだ巨大竜巻を起こす。
- 爆龍赤塊光波（）[3][18] - 高速回転しながら三日月型の光弾を射出する。
- 縦列毒撃砲弾（）[3] - 背中に集めた毒素を赤色光弾として真上へ連射する。海中から上空のモスラを狙えるほどの射程がある。
- 噴灼毒撃波（）[3] - 光線化したベーレム毒素を口から吐く。
- 超重龍爆炎（）[出典 14] -  強化後、両肩からバズーカのように放つ破壊光線。

## 制作
創作経緯
名称は、脚本の末谷真澄によってアッシリア神話のダゴンからつけられた。シナリオでの表記によれば外観は半魚獣。
末谷は、モスラは自然を守る存在であり人間の都合で戦うわけではないため、その敵も単に人間の建物を壊すような怪獣ではならないと考え、古代文明によって産み出された存在が暴走したという設定にしたが、それを映像で描くには言葉で説明するシーンを入れなければならず、ストーリーが複雑になってしまうのが問題となったと述懐している。
製作の富山省吾は、ダガーラについて「人間の都合で産み出された結果、自然を汚すことになってしまったかわいそうな怪獣」と位置づけており、モスラについても「ダガーラと戦うのは本意ではなかった」と述べている。

デザイン
デザインは吉田穣が担当。ただし、デザイン画自体が決定デザインではなく、複数の粘土原型の中から1つをもとに、他の案の良いところを合わせて決定デザインとした。MONSTERSの若狭新一は、結果的には西川伸司によるデザイン案に近くなったとも述べている。
頭部は爬虫類風だが、全体的には魚を意識したシルエットとなっている。
初期案では、頭部の前方に伸びた一本角が強調されていた。また、飛行形態の準備稿では、双胴爆撃機をイメージしたものもあった。4足歩行とする案もあったが、前作のデスギドラとの差別化からそれは避け、水中にいることがほとんどであるために足をあまり映さないことからすり足状でも良いということになり、最終的にヒレ状となった。
特技監督の川北紘一は、当初は様々な海洋生物がモチーフの候補に挙がっていたが、得体の知れないものでは商品化しづらく、子供たちの愛着もわきにくいだろうとして、新しいイメージを取り入れつつも東宝の伝統的なキャラクターを踏襲したものになったと述べている。

造型
造型はMONSTERS。
スーツ
スーツは1体のみで、水中撮影が多いためにメンテナンスでは苦労させられたといい、撮影終盤では素材のラテックスが腐って悲惨な状態になったという。吸水による型崩れを防ぐため、上半身内部にはFRPを用いている。内部もウレタンに代わってラテックスを用いている。
強化後の肩の角は、MONSTERSによって撮影中のスタジオ内で制作された。水中から頭を出す場面では、頭部だけのギニョールも使用された。ベーレム弾の発射口は6つあり、開閉の仕掛けは顔と同様であるため、若狭は「7つの顔があるようなもの」としている。しかし、開閉ギミックは撮影では用いられず、一体型の差替式としたために胸部が中空となり、脆くなってしまっていた。
その他の造型物
そのほか、胴体と尾のみの海用、大小2種類の飛行形態のミニチュアなどが制作された。
海用の内部メカは、前作でのモスラ幼虫と同じものを用いており、エアシリンダーで上下する本体を台座に乗せ、それをトラックがワイヤーで牽引している。しかし、ダガーラの形状では水の抵抗が強く、ワイヤーが外れてしまう事態も起きた。
飛行用ミニチュアは、大サイズがレプリカ、小サイズがサンク・アール製。飛行用もスーツと同様のギミックを内蔵している。
体内のシーンは、ドッグファイトを繰り広げるモスラとベーレムはCGで制作されたが、背景の体内描写はすべてミニチュアセットで撮影された。胃や食道など2 - 3メートル程度の小型のセットを4つ組み、最新型のシュノーケル・カメラを用いて撮影された。また、体内の突起物は5,000本ものソーセージが型に用いられて作られた。

撮影・演出
スーツアクターは前作でデスギドラを担当した吉田瑞穂。プールでの撮影では、水中やピラミッドのミニチュアの上で着付けなければならなかったという。水中では酸素ボンベから伸ばした10メートルのホースを装着して演じている。ボンベはセットの山陰などに隠しているが、ホースは水中で浮いてしまうことから、1メートル置きほどの間隔に重りをつけて沈めている。
モスラとの体内での戦いは、『ゴジラvsモスラ』との原型になった『ゴジラの逆襲』→『ゴジラ対メカニコング』→『マイクロユニバース イン ゴジラ』のゴジラとメカニコングの戦いで検討された内容である。川北は、巨大怪獣同士の戦いだけではマンネリ化しているため、新しいビジュアルを提供する必要があったと述べている。制作にあたっては、ダガーラの体内の解剖図を作成し、モスラの進行ルートを明確にしている。
沖縄ロケでは、石垣島から竹富島へ向かう際に漁船の上からダガーラの主観撮影が行われたが、予定していた竹富島沖へのピラミッドの合成が中止となったため、このカットも用いられなかった。
ダガーラが海上を飛ぶモスラを追うシーンは、大プールに組んだイントレにカメラを設置し、その下を海用のダガーラが進むという方法で撮られた。その際にダガーラがぶつかりカメラマンが落ちる事故もあったが、カメラは水没せずに無事だった。
ダガーラがタンカーに向かうという想定のもと、タンカーを後から合成する予定でダガーラのみの撮影も行われていたが、編集段階でカットされた。西表島での戦いでは、フェアリーが光線でダガーラに攻撃するシーンも撮影されていたが、完成作品ではカットされている。
ダガーラがピラミッドのバリヤーに阻まれて吹き飛ばされるシーンは、スーツをショックロープで引っ張って撮影している。竜巻を発生させるシーンは、回転台を乗せた移動車にダガーラを固定させ、回転台の中心に開けた穴からエアーで埃を送り、撮影している。
記者発表では、ピラミッドにとりついたダガーラをモスラが上空から攻撃するという特写が撮影された。このカットの出来が良かったため、完成作品に組み込むことも検討されていた。

## 漫画版
『月刊コロコロコミック』に掲載された坂井孝行による漫画版では、「ダガーラ」とは古代ニライカナイ語で掃除機を意味する単語であり、ダガーラの正体は汚染された海を浄化するために生体改造された1匹の小さな魚だった。モスラに敗れた後、ダガーラはベルベラに「母親に再会する夢を諦めてモスラを助けた航平のような人間がニライカナイにいれば、自分が改造されることはなかっただろう」と言い残して息絶える。ベルベラの手には1粒の魚卵が遺され、彼女はその卵にイードゥ（親友）という新たな名を与えた。
作中では、超重龍爆炎を放つ際に肩の2つの棘が開く描写がある。

## その他の作品
2017年公開のアニメ映画『GODZILLA 怪獣惑星』では、人類がオーストラリア大陸を失う原因となった怪獣であることが、公式サイトで説明されている。
その前日譚である小説『GODZILLA 怪獣黙示録』では、2017年11月末に初確認され、アメリカ海軍のシーウルフ級原子力潜水艦「シーウルフ」が南緯47度9分 西経126度43分 / 南緯47.150度 西経126.717度の深海にて接触したものとされる。2週間後、アメリカ領サモアにてニミッツ級空母「サラトガ」所属機をはじめとするアメリカ海軍との交戦で負傷するが、ベーレムの毒のために追撃できなかった軍を尻目に海中へ姿を消す。その3日後には、パゴパゴ港へベーレムが流れ着いたことによる細菌感染症で住民の3分の1が死亡し、公式記録ではこれが初の存在確認ということになっている。さらに2週間後の12月25日には、毒素への危惧からオーストラリア海軍が攻撃できなかったため、シドニーへの上陸を許してニューカッスルまで蹂躙されてしまい、首脳部の壊滅で一時的な政府機能の混乱の中で下された攻撃命令により、致命傷を負う。しかし、瀕死で飛行して海中で死亡したために海洋がベーレムで汚染されてしまった結果、後に「赤いクリスマスの惨劇」と呼ばれるパンデミックと飢餓が発生し、海洋汚染で外国からの救援も受けられず2018年までに300万人が犠牲となり、推定で約670万人が死傷したされている。

## 商品化
- 東宝怪獣としては久しぶりの既存キャラクターを元にしていないまったくの新怪獣であるが、ソフビ人形が単品売りされたことはない。また、レトロ風ソフビやカプセルトイでの商品化もない。
- 『ハイパーホビー』誌[要文献特定詳細情報]のソフビ化して欲しい怪獣のアンケートで、ウルトラ怪獣に混ざってバランと共にランクインしたことがある。